# Хорс Пасчер (Вирџинија)
Хорс Пасчер (енгл. Horse Pasture) насељено је место без административног статуса у америчкој савезној држави Вирџинија.

## Демографија
По попису из 2010. године број становника је 2.227, што је 28 (-1,2%) становника мање него 2000. године.
| Група             | 2000.         | 2010.         |
| Белци             | 1.578 (70,0%) | 1.483 (66,6%) |
| Афроамериканци    | 631 (28,0%)   | 682 (30,6%)   |
| Азијати           | 4 (0,2%)      | 6 (0,3%)      |
| Хиспаноамериканци | 8 (0,4%)      | 24 (1,1%)     |
| Укупно            | 2.255         | 2.227         |